# Glossosoma klotho
Glossosoma klotho là một loài Trichoptera trong họ Glossosomatidae. Chúng phân bố ở miền Cổ bắc.